# ケーン・ブアット・ファクトーン
ケーン・ブアット・ファクトーンとは、タイ料理の1つであり、温かくして食べるタイプの菓子（デザート）の1種である。

## 解説
ケーン・ブアット・ファクトーンは、カボチャをココナッツミルクで煮て作るので、「カボチャのココナッツミルク煮」と説明されることもある。
気候の暑い地域であるとは言え、タイ王国には冷たくして食べるデザートが存在するだけではなく、温めて食べるデザートも存在している。
そしてケーン・ブアット・ファクトーンは、温めて食べるタイプのデザートの1種であり、それも煮た後で、一旦冷えるのを待ってから食べる直前に、もう1回温めるということをする。なお、ファクトーン（ฟักทอง）とは「カボチャ」を意味するタイ語である。